# Francisco José Patrício

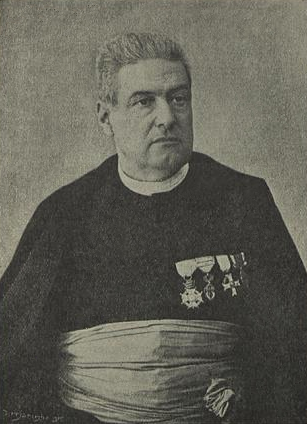
Padre Francisco José Patrício

Francisco José Patrício CvSE (Vitória, Porto, 10 de Janeiro de 1850 — Porto, 7 de Abril de 1911) foi um sacerdote católico, renomado orador sacro, e investigador histórico português.
Terminou o curso do seminário em 1871, tendo sido ordenado presbítero em 1873. Em 1874 foi nomeado pregador régio, em em 1877, padre encomendado de Paranhos. Foi ainda, em 1902, nomeado reitor do Colégio dos Órfãos pela Câmara Municipal do Porto, cargo que exerceu até 1909, altura em que passou a ocupar o lugar de cónego capitular da Sé de Lisboa.
Notabilizou-se pela sua grande capacidade oratória, tendo sido responsável por fazer a prédica em diversos momentos notáveis, como nas exéquias de D. Luís I celebradas em Lisboa, Porto, e Lamego em 1889, nas das vítimas do incêndio do Teatro Baquet em 1888, nas do africanista Silva Porto em 1890, e aquando da trasladação dos restos mortais de Almeida Garrett do seu túmulo original no Cemitério dos Prazeres para o Mosteiro dos Jerónimos em 1903. Os seus sermões foram mais tarde reunidos em diversos volumes, sob o título Trabalhos Oratórios. Enquanto escritor, deixou impresso um livro, Telas Românticas, que reuniu diversos escritos da sua juventude, bem como diversos artigos de investigação histórica sobre a origem de romarias e usos populares, a maior parte publicados no Comércio do Porto mas também no Comércio Português, Jornal do Porto, Província, e Jornal da Manhã.
Foi eleito deputado pelo círculo eleitoral do Porto nas eleições de 1881, por Viana do Castelo em 1896, e novamente pelo Porto em 1901 e 1904; não se envolveu, contudo, em debates importantes.
Pertencia a numerosas corporações de beneficência e sociedades científicas e literárias: pertencia, entre outras, à Real Sociedade Humanitária do Porto, ao Instituto de Coimbra, à Sociedade de Geografia de Lisboa, à Sociedade dos Arqueólogos e Arquitectos Portugueses. Foi agraciado com o grau de cavaleiro da Ordem de Santiago da Espada em 1900, e com outras condecorações estrangeiras.
Morreu em 1911, vítima de uma doença da laringe que o fez perder a fala.